# شهداء قرطاج الثمانية
شهداء قرطاج الثمانية (باللاتينية: Martyres Carthaginienses) هم مجموعة من المسيحيين الذين أعدموا في ظل اضطهاد الإمبراطور الروماني فاليريان عام 259. وأسماؤهم؛ مونتانوس، لوسيوس، فلافيان، جوليان، فيكتوريكوس، بريمولوس، رينوس ودوناتيان.

## التاريخ
احتدم اضطهاد فاليريان للمسيحيين، إذ استشهد في فترة حكمه الكثيرون وعلى رأسهم القديس قبريانوس، في سبتمبر 258. وبعد وفاته بفترة وجيزة، واصل الوكيل غاليريوس ماكسيموس الاضطهاد. وفي مدته، اندلعت انتفاضة ضده في قرطاج قتل فيها كثيرون. والكالعادة، صب غضبه على المسيحيين. وعليه، اعتقل الشبان الثمانية، الذين كانوا كهنة من تلاميذ قبريانوس. وحبسوا لأشهر تم فيها تجويعهم وحرمهم من الطعام لفترات طويلة. ثم أخرجوهم من السجن لينالوا الشهادة، إذ قطعت رؤوسهم عام 259.
هذا ما نقلته مجموعة من المؤرخين من أمثال ألفونسو ليغوري وألبن بتلر وثييري روينارت ولاورنتيوس سوريوس وجون بولاند.